# Kepler-5
Kepler-3 är en dubbelstjärna i mellersta delen av stjärnbilden Svanen inom synfältet för Keplerteleskopet. Den har en skenbar magnitud av ca 13,9 och kräver ett kraftfullt teleskop för att kunna observeras. Baserat på parallax enligt Gaia Data Release 3 på ca 1,083 mas beräknas den befinna sig på ett avstånd av ca 3 000 ljusår (ca 920 parsec) från solen. Den rör sig närmare solen med en heliocentrisk radialhastighet av ca -24 km/s.

## Observation
Tre upptäckter som gjordes före Kepleruppdraget och som var i Keplers synfält, fick Keplerbeteckningarna 1, 2 och 3. Kepler-5 är den andra planetbärande stjärnan som upptäcktes under Kepleruppdraget, en NASA-operation som försöker upptäcka jordliknande planeter som passerar framför dess värdstjärna sett från jorden. Stjärnans planet, Kepler-5b, var därför den andra av de fem första planeterna som tillkännagavs den 4 januari 2010 vid det 215:e mötet i American Astronomical Society i Washington, D.C., tillsammans med planeterna runt Kepler-4, Kepler-6, Kepler-7 och Kepler-8.
Kepler-5b:s första upptäckt undersöktes på nytt av forskare vid W.M. Keck Observatory vid Mauna Kea, Hawaii, McDonald Observatory i västra Texas, Palomar och Lick Observatories i Kalifornien, MMT-, WIYN- och Whipple-observatorierna i Arizona; och Roque de los Muchachos-observatoriet på Kanarieöarna.

## Egenskaper
Kepler-5 är en gul till vit stjärna i huvudserien av spektralklass F5 V. Den har en massa av ca 1,35 solmassor, en radie av ca 1,8 solradier och utsänder energi från dess fotosfär motsvarande ca 0,67 gånger solen vid en effektiv temperatur av ca 6 300 K. Stjärnan har en metallicitet på [Fe/H] 0,04 (± 0,06), vilket gör den ungefär lika metallrik som solen, och därför ökar dess sannolikhet att ha planeter i omloppsbana.
En färsk katalog över följeslagare till Keplerstjärnor fastställda från högupplöst bild visar två följeslagare till Kepler-5 på avstånd på 0,9 och 3,5 bågsekunder. Huruvida dessa stjärnor är fysiskt bundna till Kepler-5 eller bara slumpmässiga lägen av icke-relaterade stjärnor är okänt, men nyare studier har visat att 60 till 80 procent av följeslagarna inom en bågsekund från Keplerstjärnorna är verkliga binärer.

## Planetsystem

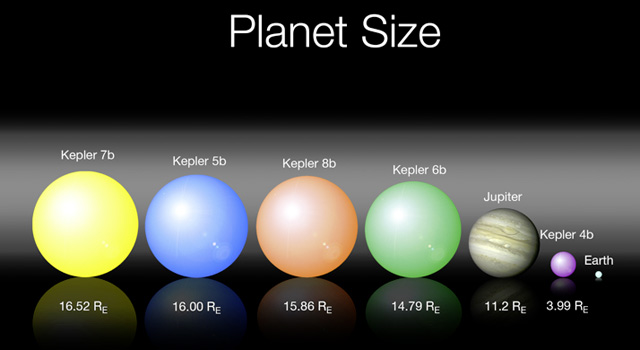
Bild som visar den relativa storleken på de första fem planeterna som upptäcktes av Kepler. Kepler-5b är den näst största, markerad i blått.

Kepler-5b har en massa som är mer än dubbelt så stor som Jupiters massa och något mindre än en och en halv av Jupiters radie. Kepler-5b kretsar kring dess stjärna med en omloppsperiod av 3,5485 dygn och ligger på ungefär 0,0538 AE från Kepler-5. Den är alltså en het Jupiter, eller en gasjätte som kretsar nära dess värdstjärna. Som jämförelse kretsar Merkurius kring solen vid 0,3871 AE med en period av 87,97 dygn. Planetbanans excentricitet antas vara 0, vilket är excentriciteten för en cirkulär bana.
| Planet | Massa                   | Halv storaxel (AE) | Siderisk omloppstid (d)   | Excentricitet | Inklination      | Radie               |
| ------ | ----------------------- | ------------------ | ------------------------- | ------------- | ---------------- | ------------------- |
| b      | 2,111 +0,0067−0,0021 MJ | 0,0538 ± 0,0015    | 3,548465446 ± 0,000000183 | 0             | 89,14 +0,44−032° | 1,246 +0,036−051 RJ |